# 蒂马尔制
蒂马尔，也翻译为蒂玛，奥斯曼帝国的封建军事采邑制度，具体指由骑兵武士“西帕希”领有，并租给农民耕种的一种国有地。